# Дарвин (Анды)
Дарвин (исп. Monte Darwin) — гора на острове Огненная Земля одноимённого архипелага.
Высота горы Дарвин — 2488 м над уровнем моря. Это самая высокая точка архипелага. Гора имеет несколько пиков.
Как и весь хребет Кордильера-Дарвин, гора сложена из кристаллических сланцев. На южных склонах имеется ледниковое поле, которое хорошо видно из пролива Бигля.
Своё название гора получила по случаю 25-летия Чарльза Дарвина 12 февраля 1834 года. Это был подарок молодому учёному от капитана HMS Beagle Фицроя во время знаменитого кругосветного путешествия.
Склоны горы не отличаются особенной крутизной. Покорение вершины не представляет особых сложностей для профессиональных альпинистов, лучшее время — с декабря по март. Тем не менее, первое официальное восхождение датируется лишь в 1962 году, почти на десятилетие позже покорения Эвереста. Группой руководил Эрик Шиптон, высший пик Дарвина неофициально назван в честь него.